# Іглиця тихоокеанська
Іглиця тихоокеанська (Syngnathus schlegeli) — вид морських іглиць, що мешкає в північно-західній Пацифіці: біля Владивостоку в Росії, на південь до Затоки Бакбо.

## Характеристика
Тіло продовжене, тонке, вигранене, цілком вкрите кістковими платівками, що поєднані між собою. Сягає 30,0 см довжини. У місцях поєднання платівок утворюється гребні. Хвіст видовжений. Є грудні, спинний, анальний і хвостовий плавці. Рило трубкоподібне, рот маленький, зуби відсутні. У самців є закрита виводкова камера у хвостовій частині тіла. Спинний плавець несе 42-43 промені, анальний — 3 промені.

## Екологія
Морська, океанічна демерсальна риба. Зустрічається серед заростей зостери.